# Cavalcata notturna e alba
Cavalcata notturna e alba (in finlandese Öinen ratsastus ja auringonnousu) è un poema sinfonico composto da Jean Sibelius nel 1908.

## Storia
Sibelius diede diversi resoconti sull'ispirazione per questa musica. Uno, raccontato a Karl Ekman, fu la sua prima visita al Colosseo a Roma nel 1901. Un altro resoconto, consegnato negli ultimi anni al suo segretario Santeri Levas, fu relativo a un giro in slitta da Helsinki a Kerava "a un certo punto del cambio di secolo", durante il quale vide un'alba sorprendente.
Sibelius completò la partitura entro novembre 1908 e inviò il manoscritto al direttore Alexander Siloti, che condusse la prima esecuzione a San Pietroburgo, in Russia nel 1909. Le recensioni alla première furono, tranne quella del Novy Russ, sfavorevoli, ma una descrizione della direzione di Siloti di quella prima rappresentazione fu "debole e monotona". Fu citato un altro commento del Novoye Vremya che chiedeva "Chi sta in realtà cavalcando e perché?" Inoltre Siloti aveva effettuato tagli alla partitura.
L'opera rappresenta un'esperienza soggettiva e spirituale della natura da parte di "un uomo comune". Si sviluppa in tre parti contrastanti: una sezione al galoppo la cui lunghezza e la sua ostinata determinazione "minimalista" producono una delle espressioni più strane di Sibelius; una breve transizione innale negli archi; e una meravigliosa alba del Nord i cui primi raggi emergono tra i corni.
Una esecuzione tipica richiede circa quattordici minuti.

## Incisioni
Nel luglio del 1956 il pezzo fu registrato da Sir Adrian Boult e dalla London Philharmonic Orchestra.

## Organico orchestrale
Sibelius lo strumentò per ottavino, due flauti, due oboi, due clarinetti, clarinetto basso, due fagotti, controfagotto, quattro corni (se possibile raddoppiati in Alba), due trombe, tre tromboni, tuba, timpani, grancassa, rullante, tamburello, triangolo e archi.